# Rehburg-Loccum
Rehburg-Loccum est une ville de Basse-Saxe au sud-est de l’arrondissement de Nienburg-an-der-Weser. Avec une population de près de 11 000 habitants, c'est la deuxième plus grande ville de l'arrondissement.

## Géographie

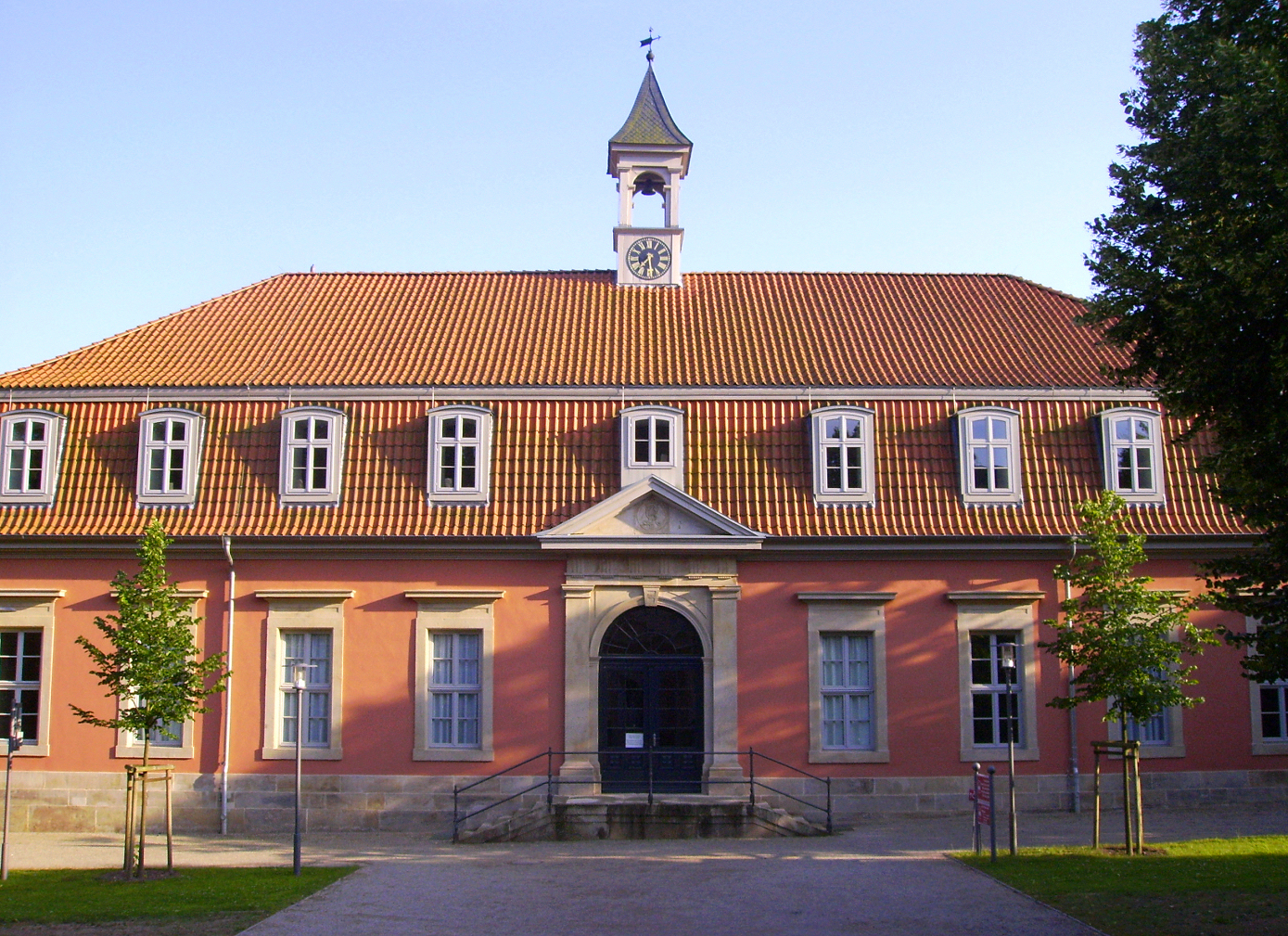
Le nouveau centre de cure dans le bâtiment historique des Bains de Bad Rehburg

Rehburg-Loccum est riveraine du lac de Steinhude et recoupe les monts de Rehburg. Elle est arrosée par la Steinhuder Meerbach, ruisseau drainant le trop-plein du lac voisin, et qui court selon un axe est-ouest. Le parc naturel du lac s'étend entre autres sur le territoire de cette commune.
Les agglomérations voisines sont Wunstorf et Neustadt am Rübenberge, toutes deux rattachées administrativement à la Région de Hanovre ; Petershagen-an-der-Weser, dans l'arrondissement de Minden-Lübbecke, en Rhénanie-du-Nord-Westphalie, ainsi que les communes de Landesbergen (arrondissement de Nienburg/Weser), Niedernwöhren et Sachsenhagen, toutes deux situées dans l’arrondissement de Schaumburg.
Rehburg-Loccum compte cinq faubourgs depuis la réforme des communes de 1974 :
- Bad Rehburg
- Loccum
- Münchehagen
- Rehburg
- Winzlar

## Histoire
La ville est née de la Réforme administrative de  1974, qui s'est traduite localement par la fusion de la ville de Rehburg, du lieu-dit de Loccum, de la pittoresque Bad Rehburg (naguère station thermale des souverains de Hanovre), de  Münchehagen et de Winzlar, et leur rattachement au Land de Basse-Saxe. Héritière des anciens statuts de Rehburg, Rehburg-Loccum est rattachée au pays de Calenberg-Grubenhagen.

## Démographie

### Croissance récente
La population de Rehburg-Loccum a été en croissance ces dix dernières années, avec un léger recul depuis trois ans :
| Année | Habitants |
| ----- | --------- |
| 1989  | 9 634     |
| 1990  | 10 089    |
| 1991  | 10 236    |
| 1992  | 10 297    |
| 1993  | 10 415    |
| 1994  | 10 433    |

| Année | Habitants |
| ----- | --------- |
| 1995  | 10 569    |
| 1996  | 10 639    |
| 1997  | 10 785    |
| 1998  | 10 895    |
| 1999  | 10 954    |
| 2000  | 11 038    |

| Année | Habitants |
| ----- | --------- |
| 2001  | 10 967    |
| 2002  | 10 970    |
| 2003  | 11 004    |
| 2004  | 10 955    |
| 2005  | 10 904    |
| 2006  | 10 796    |

Et par quartier :
| quartier    | 2001  | 2002  | 2003  | 2004  | 2005  | 2006  |
| ----------- | ----- | ----- | ----- | ----- | ----- | ----- |
| Bad Rehburg | 750   | 727   | 739   | 714   | 730   | 708   |
| Loccum      | 3 172 | 3 186 | 3 187 | 3 190 | 3 178 | 3 132 |
| Münchehagen | 2 052 | 2 043 | 2 043 | 2 033 | 2 023 | 1 997 |
| Rehburg     | 3 834 | 3 867 | 3 874 | 3 852 | 3 863 | 3 863 |
| Winzlar     | 1 159 | 1 147 | 1 161 | 1 166 | 1 110 | 1 096 |

### Répartition par classes d’âge
La répartition par classes d'âge était en 2006 la suivante :
| Âge en années | pourcentage de la population |
| ------------- | ---------------------------- |
| 0-6           | 5,9 %                        |
| 7-18          | 14,8 %                       |
| 19-25         | 6,5 %                        |
| 26-45         | 28,1 %                       |
| 46-65         | 25,2 %                       |
| 66 et plus    | 19,5 %                       |

## Politique

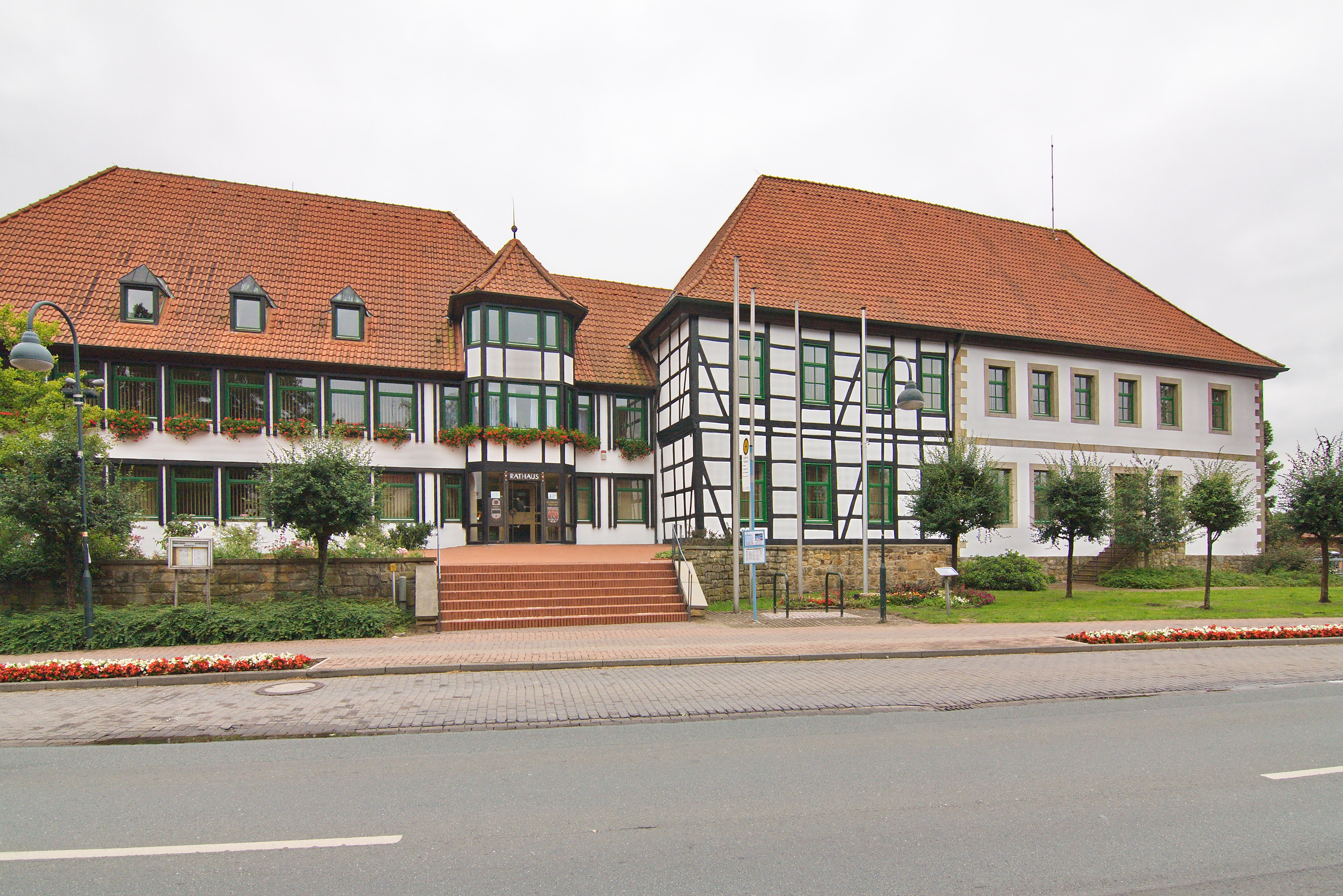
L'hôtel de ville de Rehburg-Loccum se trouve dans le quartier historique de Rehburg

### Conseil municipal
Le Conseil municipal comporte 27 sièges.
- SPD - 12 sièges
- CDU - 10 sièges
- Grüne - 2 sièges
- FDP - 1 siège
- WG - 1 siège
- Bourgmestre Hüsemann (non-aligné) - 1 siège

### Maires
- Bourgmestre : Dieter Hüsemann (non-aligné)
- 1er conseiller: Jürgen Wagner (SPD)
- 2e conseiller: Joachim Seele (CDU)

Les cinq représentants des quartiers sont :
- Bad Rehburg: Isolde Dralle (CDU)
- Loccum: Dörte Zieseniß (SPD)
- Münchehagen: Kay Anders (SPD)
- Rehburg: Heinrich Lempfer (CDU)
- Winzlar: Rüdiger Dreßler (CDU)

### Armoiries
Elles représentent un cerf (en allemand  « Reh »), se tenant devant la grande porte d'un château à trois tours (« Burg » en allemand), lui-même coiffant trois roses au bas de l'écusson. Cerf et château renvoient bien entendu au rébus Reh + Burg, tandis que les roses rappellent les armes du comte Hallermund, fondateur du monastère de Loccum.
Ainsi les armoiries de Rehburg-Loccum résultent de la fusion des armoiries des deux principales villes formant l'intercommunalité, Bad Rehburg et Loccum.

### Jumelages
Rehburg-Loccum entretient depuis 1990 des collaborations avec la commune de Niederschöna (entre Freiberg et Dresde). Ce lien entre les deux villes remonte au jumelage qui unissait les deux congrégations protestantes de Loccum (RFA) et de Niederschöna (RDA) avant Réunification allemande.

## Tourisme

### Musique
Les faubourgs de Rehburg, Münchehagen et Loccum possèdent chacun leur propre fanfare ; celle de Rehburg se distingue cependant des deux autres par un rayonnement au moins régional : en 2007, elle s'est vu décerner le troisième prix au concours de la meilleure fanfare d'Allemagne.
Autre fanfare célèbre, celle des pompiers volontaires de Loccum, appelée Kapelle der Rehburger Feuerwehr.

### Curiosités touristiques

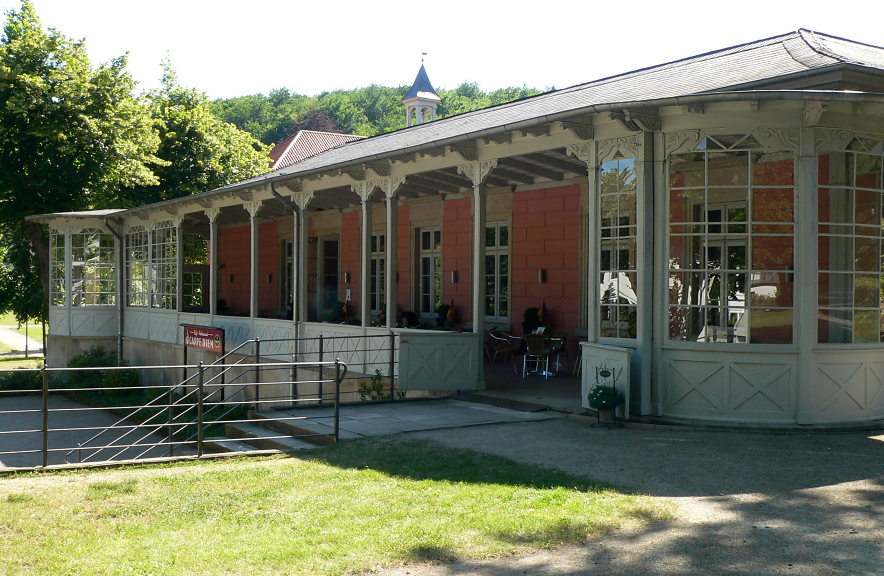
La vieille halle de Rehburg.

#### Bad-Rehburg
- Établissements de bains historiques avec musée et hall d’exposition
- La Friederikenkapelle est une modeste chapelle du XIXe siècle.
- La tour Guillaume dans les monts de Rehburg est entretenue par l'Association culturelle de Bad Rehburg, quoiqu'elle se trouve à proprement parler sur le territoire de Wölpinghausen.

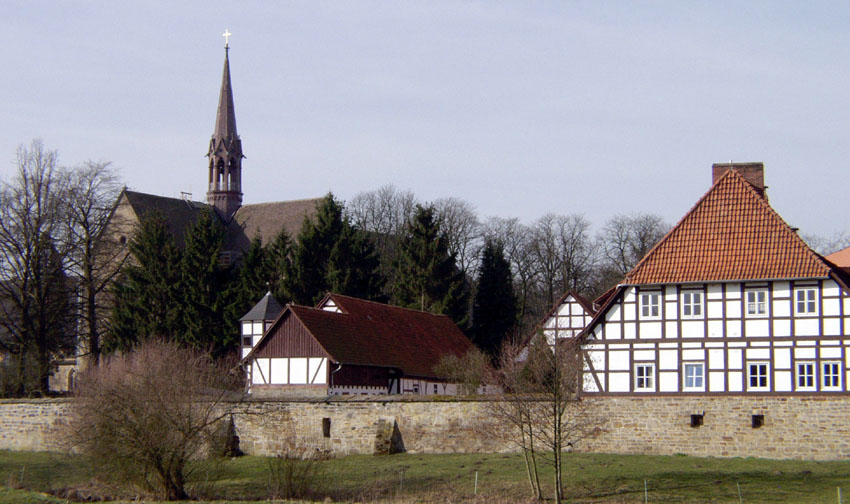
Le monastère de Loccum fondé en 1163 par les Cisterciens.

#### Loccum
- La plus célèbre institution de la ville est le monastère de Loccum, d'où sont venues les premières impulsions culturelles de la région.
- L'enceinte du monastère recèle de multiples curiosités, comme le donjon de Luccaburg, une colline fortifiée de type Motte castrale.

#### Münchehagen
- L’Écomusée de Münchehagen est un parc à dinosaures (Dino-Park) de rayonnement interrégional.

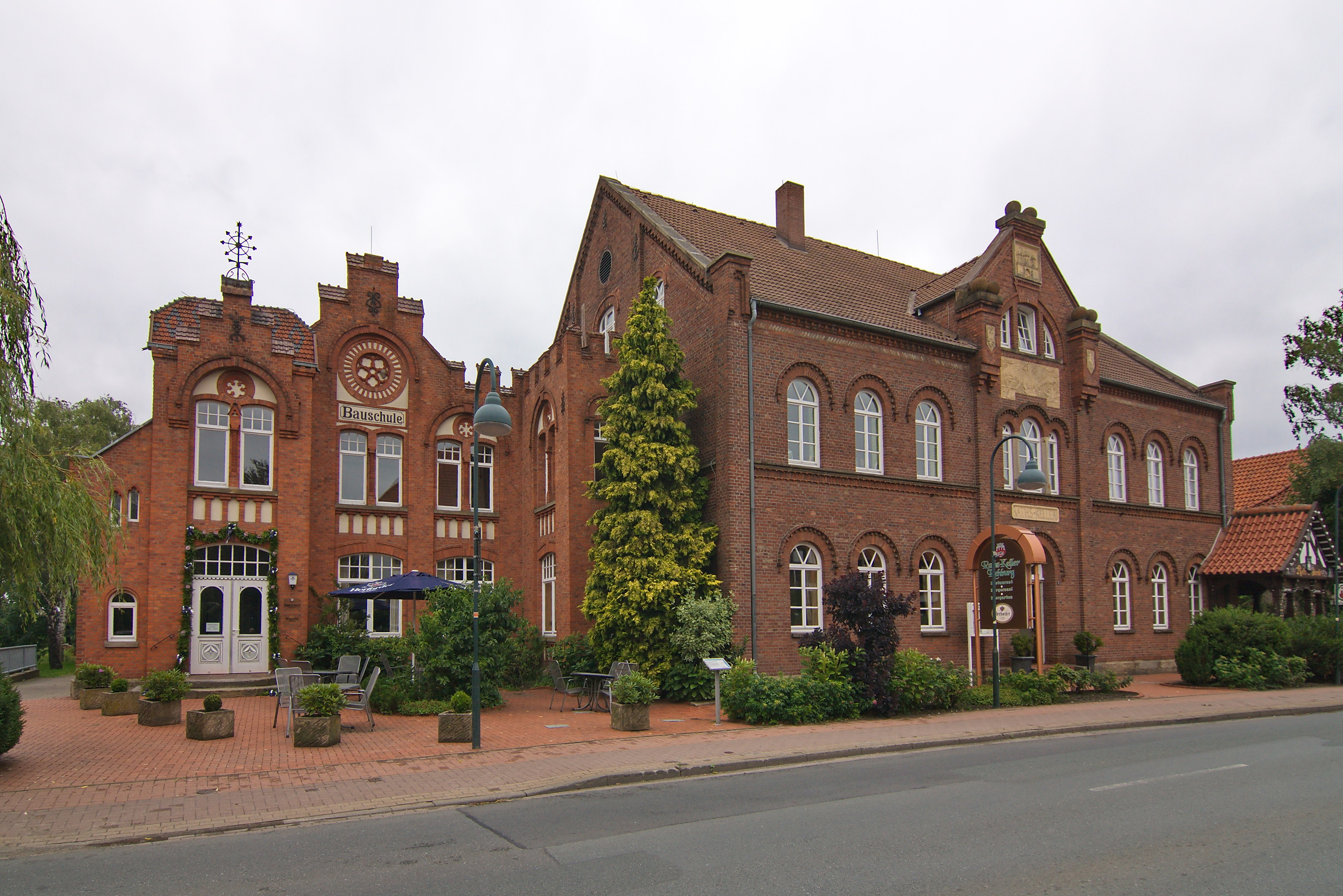
L'auberge de Münchehagen (Ratskeller) abrite un restaurant, la maison de la jeunesse et la salle du conseil municipal (naguère école de travaux publics)

#### Rehburg
- Depuis 1984, la ville anime un centre culturel dans les locaux de l'auberge de Rehburg, qui, en plus de la bibliothèque municipale et de la salle du conseil, abrite la maison des jeunes.
- Le musée régional est animé par une association qui propose des expositions sur l’histoire de Rehburg.

#### Winzlar
- Les prairies inondables des alentours de Winzlar, avec leur richesse végétale et aviaire, valent le coup d’œil.
- Le centre d'interprétation de Steinhude (ÖSSM) cherche à sensibiliser les visiteurs aux enjeux écologiques de la région.

## Économie et infrastructures

### Taux de chômage
On dénombrait en 2006 423 sans-emplois à Rehburg-Loccum, ce qui correspond à 8,3 % des personnes en âge de travailler. Par rapport au reste du Land, ce chiffre est un peu au-dessous de la moyenne de la Basse-Saxe.

### Trafic
Rehburg-Loccum se trouve à 40 km au nord-ouest de Hanovre, et on peut facilement s'y rendre en auto par l’Autoroute no 2 et la route fédérale 6, qui ne passe qu'à quelques kilomètres plus au nord, de même que par les routes fédérales 441 et 482. La route fédérale 441, en direction de Hanovre, dessert les localités de Loccum, Münchehagen et Bad Rehburg. Les rocades d'autoroutes voisines sont celles de Wunstorf (Luthe und Kolenfeld) et de Porta Westfalica sur l'A2. On peut rejoindre ces deux péages depuis Rehburg en 30 minutes environ.
Rehburg-Loccum est dans le périmètre de l’aéroport de Hanovre : une ligne de bus permet de s'y rendreen une heure, en desservant toutes les localités intermédiaires.
Les gares les plus proches sont celles de Leese-Stolzenau, Nienburg/Weser et Wunstorf. L’ancienne ligne de Stadthagen–Stolzenau et la ligne touristique du lac de Steinhude n’existent plus.

### Structures éducatives
Plusieurs quartiers de la ville possèdent une école maternelle. Rehburg et Münchehagen possèdent chacune un collège. Pour le secondaire, il y a à Loccum un gymnasium et un lycée professionnel (avec jusqu'en 2004 un centre d'orientation). La Wilhelm-Busch-Schule de Rehburg est un centre d’Éducation spécialisée pour les enfants en difficulté. Le séminaire protestant de Loccum organise chaque année plus de 60 conférences, ateliers et séminaires sur toutes sortes de thèmes : la théologie, le droit, les relations internationales, L'Environnement, la culture et les Jeunes, la culture et les politiques publiques. L’institut religieux de Loccum (RPI =  Religionspädagogisches Institut) offre une formation initiale et continue aux instituteurs et aux aumôniers travaillant en milieu scolaire.

### Sport et loisirs
Rehburg-Loccum possède deux courts de tennis (l'un à Rehburg, l'autre à Loccum), une piscine à Münchehagen et une piscine couverte à Rehburg. Rehburg, Münchehagen et Loccum possèdent chacune deux terrains de sport, et Winzlar un seul. Loccum dispose en outre d'un parcours de golf à 18 trous.
Die Landschaft, von der Rehburg-Loccum umgeben ist bietet außerdem gute Voraussetzungen pour la randonnée (monts de Rehburg), le surf et la voile (grand lac de Steinhude) et pour les promenades à vélo (lac de Steinhude, marais de la Weser).
Il y a une bibliothèque municipale à Rehburg, et une bibliothèque paroissiale à Loccum.
L'Association des secouristes volontaires de Rehburg-Loccum (Deutschen Lebens-Rettungs-Gesellschaft, en abrégé DLRG) est la seule association de bénévoles de la ville. Elle propose des formations à la natation, resp. au sauvetage. Elle prend généralement en charge des jeunes dont les compétences en natation sont du niveau du dauphin d'argent. Les sessions de formation se déroulent, selon la saison, soit à la piscine de Rehburg, soit dans celle de Münchehagen. Outre ces activités pédagogiques, cette association de secours bénévole dispense les secours d'urgence grâce son équipe de plongeurs et ses deux bateaux à moteur.

## Personnalités
- Wolfgang Müller (né le 15 décembre 1901), militaire
- Horst Hirschler (né le 4 septembre 1933 à Stuttgart), théologien et abbé du monastère de Loccum
- Gerhard Hahn (1946-), réalisateur né à Rehburg
- Günter Hermann (né le 5 décembre 1960), ancien footballeur champion du monde (1990) né à Rehburg
- Sebastian Edathy (né le 5 septembre 1969 à Hanovre), homme politique et MdB, résidant à Rehburg